# Bluebook
The Bluebook: A Uniform System of Citation (communément appelé Blue Book ou Harvard Citator) est un guide de style qui prescrit le système de citation juridique le plus utilisé aux États-Unis. Il est enseigné et utilisé dans la majorité des facultés de droit américaines et dans la majorité des tribunaux fédéraux. Les éditeurs juridiques utilisent également plusieurs styles de citation « maison » dans leurs ouvrages.
Bien que les avis divergent quant à son origine dans les facultés de droit de Yale et de Harvard, cette dernière revendiquant depuis longtemps son mérite; The Bluebook est compilé par la Harvard Law Review Association, la Columbia Law Review, le Yale Law Journal, et la University of Pennsylvania Law Review. Il en est actuellement à sa 21e édition (publiée en juillet 2020). Son nom a été utilisé pour la première fois pour la 6e édition (1939).
La Cour suprême utilise son propre style de citation dans ses avis, même si la plupart des juges et de leurs assistants ont suivi leur formation juridique dans des facultés de droit qui utilisent The Bluebook. En outre, de nombreux tribunaux d'État ont leurs propres règles de citation qui prévalent sur le guide pour les documents déposés auprès de ces tribunaux. Certaines de ces règles locales sont de simples modifications du système du The Bluebook. La Cour suprême du Delaware a promulgué des règles de citation pour les affaires non publiées qui diffèrent sensiblement de ses normes, et la coutume dans cet État quant au format de citation du Delaware Uniform Citation code diffère également de celui-ci. Dans d'autres États, les règles locales diffèrent du The Bluebook en ce sens qu'elles utilisent leurs propres guides de style. Les avocats de ces États doivent pouvoir passer sans problème d'un style de citation à l'autre, selon que leur travail est destiné à un tribunal fédéral ou à un tribunal d'État. La Californie a autorisé les citations dans le Bluebook ainsi que dans son propre manuel de style, mais de nombreux praticiens et tribunaux continuent de recommander le California Style Manual.
Une version du The Bluebook accessible par abonnement en ligne a été lancée en 2008. Une version mobile a été lancée en 2012 dans le cadre de l'application Rulebook, qui permet aux professionnels du droit d'accéder aux règles, codes et manuels de style des tribunaux fédéraux ou d'État sur l'iPad et d'autres appareils mobiles.

## Sources
- Byron D. Cooper, « Anglo-American Legal Citation: Historical Development and Library Implications », Law Library Journal, vol. 75, no 3,‎ 1982, p. 1745- (lire en ligne, consulté le 19 mars 2024)